# Hampea dukei
Hampea dukei är en malvaväxtart som beskrevs av André Georges Marie Walter Albert Robyns. Hampea dukei ingår i släktet Hampea och familjen malvaväxter. Inga underarter finns listade i Catalogue of Life.